# José Martins (ciclista)
José Martins (Paderne, Albufeira, 20 de fevereiro de 1920 - Lisboa, 6 de fevereiro de 2011) é um ciclista de Portugal que venceu a Volta a Portugal por duas vezes, em 1946 e 1947.

## Carreira desportiva
- 1940, Sporting
- 1942, 1943, 1946, Iluminante, Portugal
- 1944, Sangalhos, Portugal
- 1941, 1947, 1948, 1949, 1950, Benfica, Portugal

## Palmarés
- 1946, venceu a Volta a Portugal
- 1947, venceu a Volta a Portugal